# Saint-Amans-Soult
Saint-Amans-Soult (okzitanisch: Sant Amanç de Solt; bis 1851: Saint-Amans-La-Bastide) ist eine französische Gemeinde mit 1.524 Einwohnern (Stand: 1. Januar 2022) im Département Tarn in der Region Okzitanien. Sie gehört zum Arrondissement Castres und zum Kanton Mazamet-2 Vallée du Thoré (bis 2015: Kanton Saint-Amans-Soult). Die Gemeinde wurde 1851 nach dem Tod von Nicolas Jean-de-Dieu Soult zu seinen Ehren umbenannt.

## Lage
Saint-Amans-Soult liegt etwa 25 Kilometer südöstlich von Castres am Fuß der Montagne Noire (dt. „Schwarzes Gebirge“) und ist Teil des Regionalen Naturparks Haut-Languedoc. Der Thoré begrenzt die Gemeinde im Norden. Umgeben wird Saint-Amans-Soult von den Nachbargemeinden Saint-Amans-Valtoret im Norden, Albine im Osten, Castans im Süden, Mazamet im Westen sowie Bout-du-Pont-de-Larn im Nordwesten.
Am Nordrand der Gemeinde führt die frühere Route nationale 112 (heutige D612) entlang.

## Bevölkerungsentwicklung
| Jahr                      | 1962 | 1968 | 1975 | 1982 | 1990 | 1999 | 2006 | 2012 |
| Einwohner                 | 1716 | 1732 | 1717 | 1634 | 1677 | 1672 | 1680 | 1656 |
| Quelle: Cassini und INSEE |      |      |      |      |      |      |      |      |

## Sehenswürdigkeiten
- Kirche aus dem 13. Jahrhundert, während der Religionskriege zerstört, mit oktogonalem Turm
- Kirche Notre-Dame-de-l'Assomption
- Schloss Soult-Berg
- frühere Kaserne der Gendarmerie, Monument historique

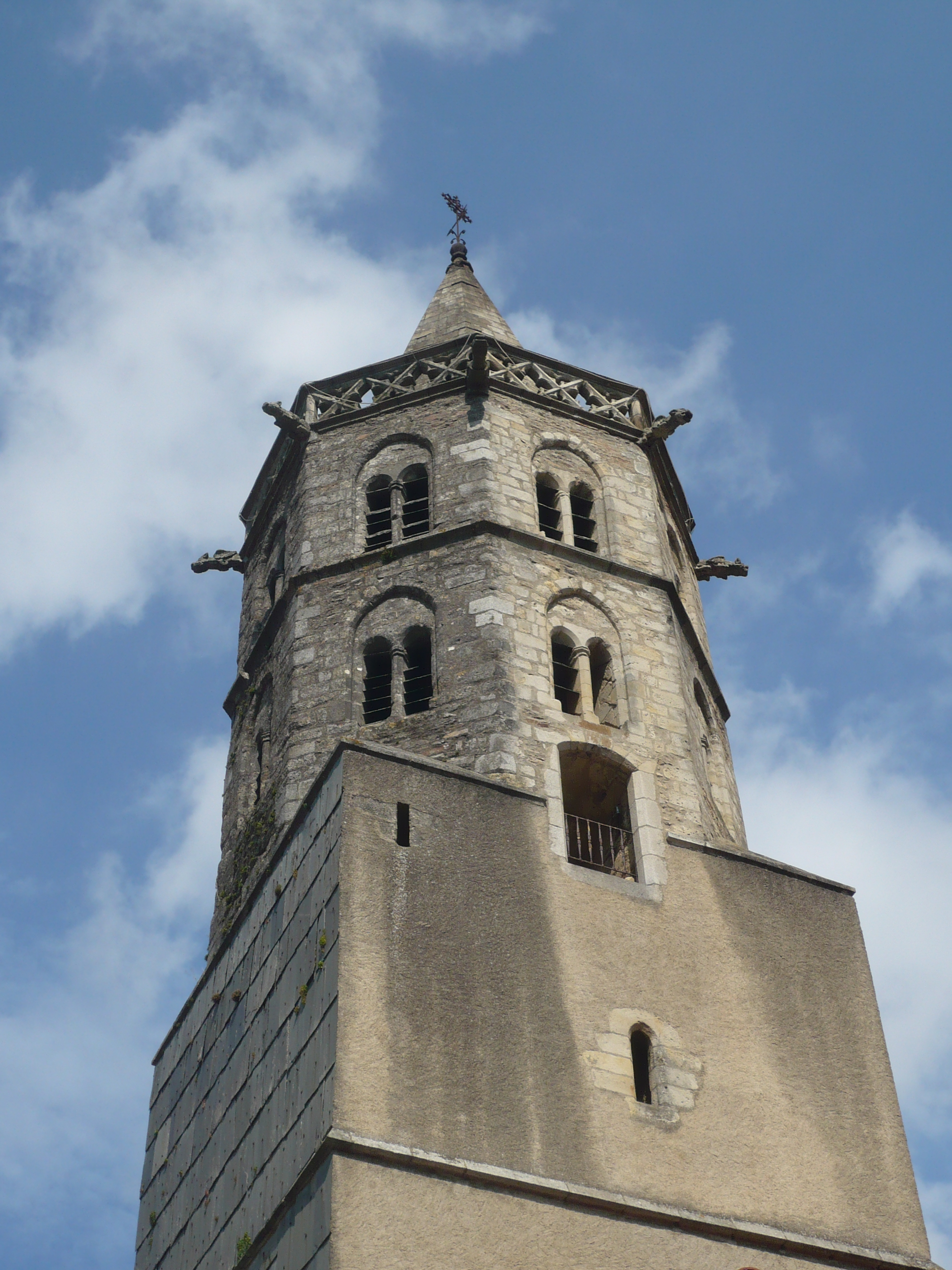
Oktogonaler Kirchturm
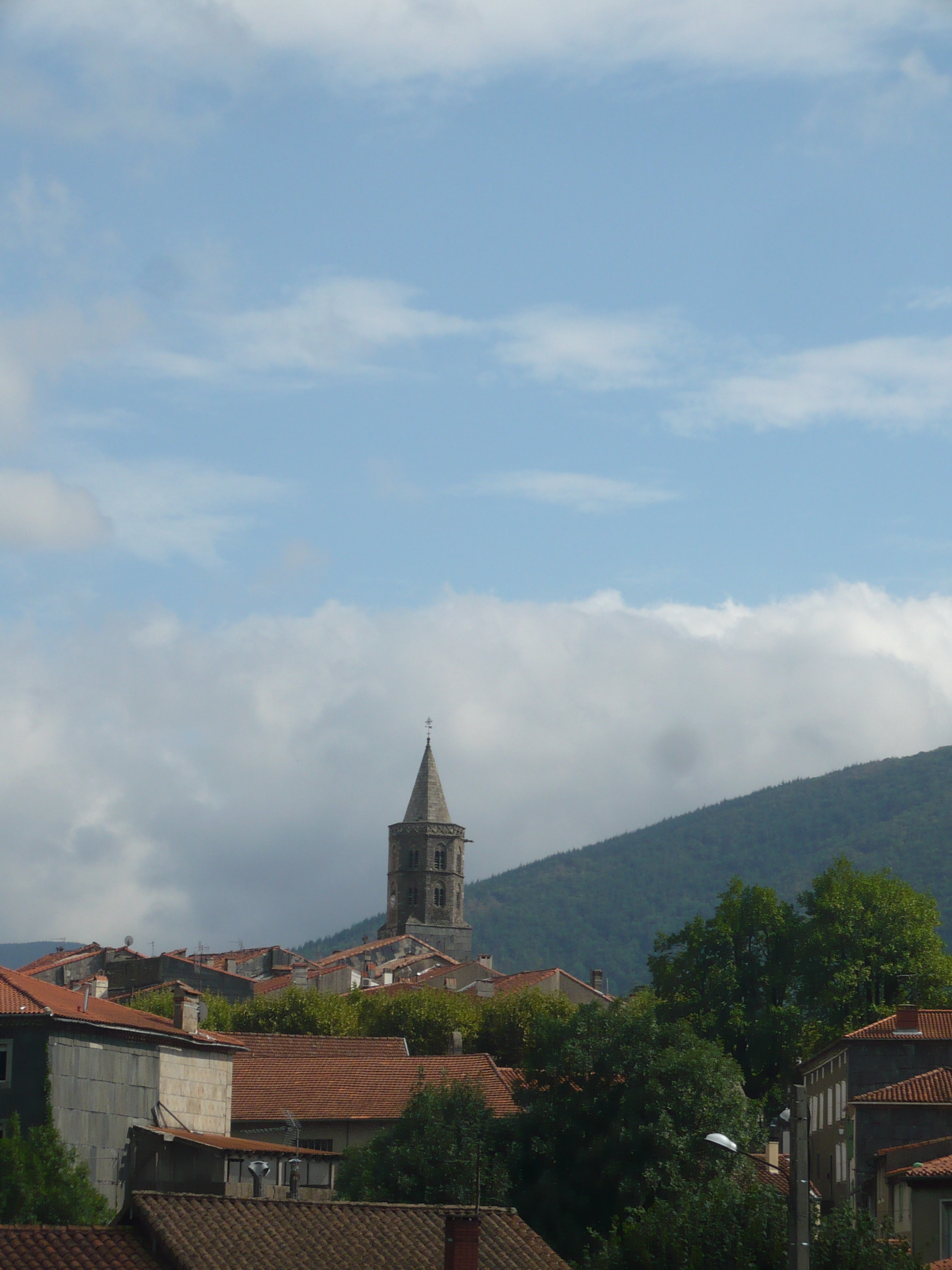
Kirche Notre-Dame-de-l'Assomption vor dem Panorama der Schwarzen Berge
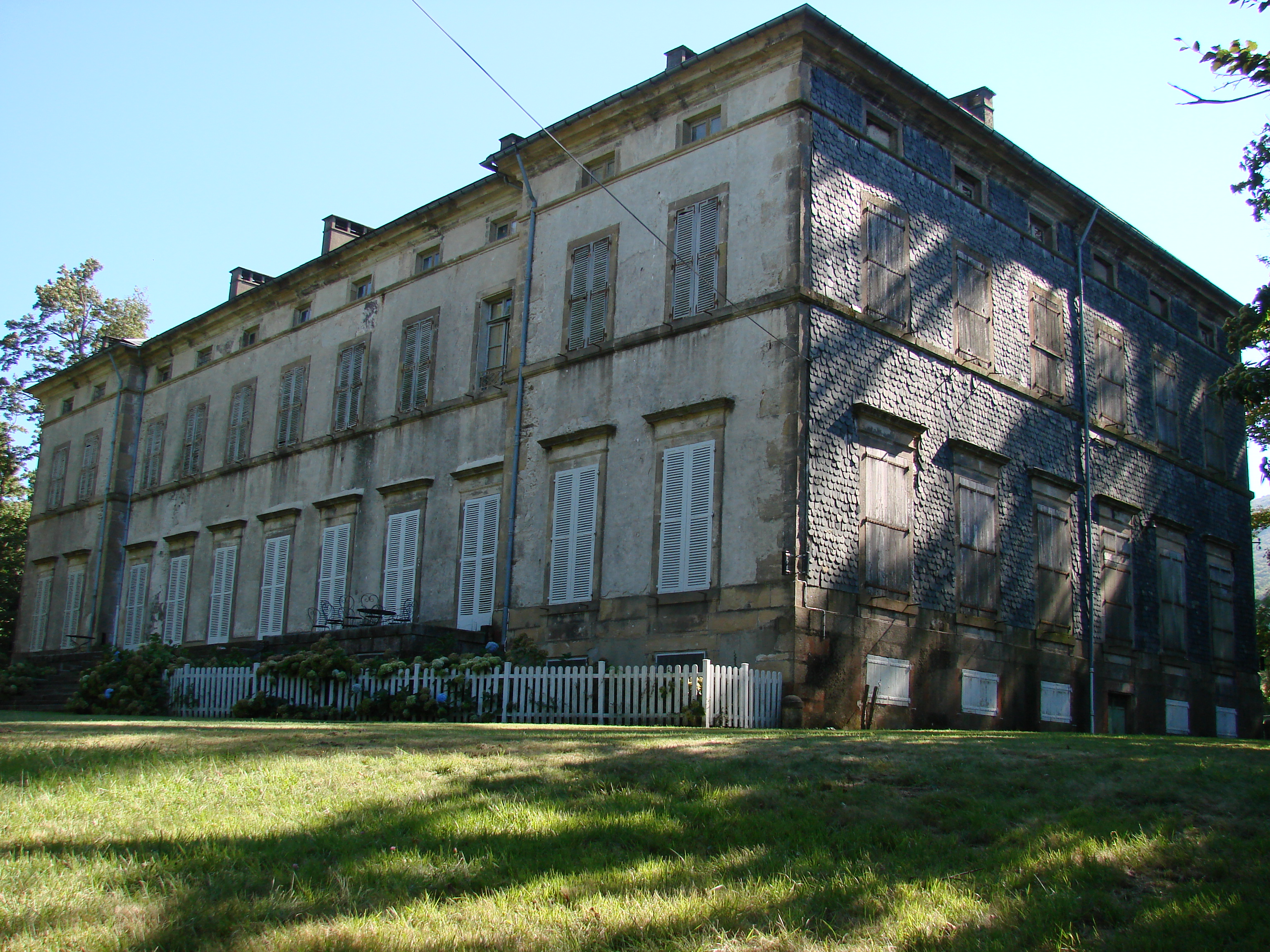
Schloss Soult-Berg

## Persönlichkeiten
- Nicolas Jean-de-Dieu Soult (1769–1851), Generalmarschall unter Napoleon, Kriegsminister
- Pierre-Benoît Soult (1770–1843), Generalleutnant